# Curimeo
Curimeo es una localidad del estado mexicano de Michoacán. Es parte del municipio de Panindícuaro.

## Toponimia
El nombre «Curimeo» proviene de los términos en purépecha: curime, roca o rocoso; eo, locativo. Su significado es «Lugar rocoso» o «Lugar sobre las rocas».

## Demografía
| Gráfica de evolución demográfica |
|                                  |

| Censo | Población |
| ----- | --------- |
| 1900  | 1418      |
| 1910  | 1458      |
| 1921  | 1533      |
| 1930  | 1763      |
| 1940  | 1852      |
| 1950  | 2305      |
| 1960  | 2879      |
| 1970  | 2909      |
| 1980  | 2157      |
| 1990  | 2445      |
| 2000  | 1640      |
| 2010  | 1143      |
| 2020  | 1095      |